# Dalton, West Yorkshire
Dalton är en stadsdel i Huddersfield, i distriktet Kirklees, i grevskapet West Yorkshire, i England. Denna ward hade 17 429 invånare år 2021. Dalton var en civil parish från 1866 till 1924 då den blev en del av Huddersfield. Denna civil parish hade 9 528 invånare år 1921. Byn nämndes i Domedagsboken (Domesday Book) år 1086, och kallades då Daltone.